# Барсили
Барсилите са племе, живяло в Източна Европа. Произходът им е неясен, като според преобладаващото мнение е тюркски, но някои автори смятат, че са ирански народ. Според различни източници са населявали днешен Дагестан или делтата на река Волга. През IX век част от барсилите се преселват в Средното Поволжие и една от трите области на Волжка България носи тяхното име. Те се споменават често във връзка с прабългарите и хазарите и са смятани за близкородствени с тях.
Някои изследователи считат дори, че барсилите са едно от старите прабългарски племена. Михаил Артамонов счита барсилите (берсилите) за един и същи народ, заедно с дунавските прабългари и с т.нар. „пугури“. Според Теофан (Летопис, С.263), барсилите произлизат от областта Барсилия– най-отдалечената област на „Стара Сарматия“.
Според летописците Теофан и Никофор, Барсилия се намира северно от Дербент – между Кавказ и Каспийско море. Теофилакт Симоката указва, че барсилите обитават в близост до р. Волга.